# Swan Range
De Swan Range is een bergketen in de Noordelijke Amerikaanse Rocky Mountains in het westen van de Amerikaanse staat Montana. De Swan Range is een van de meest zuidelijke bergketens die deel uitmaken van de grotere Kootenay Ranges. In fysiografisch en geologisch opzicht sluit de (Amerikaanse) Swan Range aan bij de Continental Ranges van de Canadian Rockies (waarvan de Kootenay Ranges een van de hoofdonderdelen vormen). Deze Kootenay Ranges vormen het smalle meest westelijke deel van de Southern Continental Ranges, het deel van de Canadese Rockies dat direct ten oosten van de Rocky Mountain Trench ligt.
Aan de westzijde wordt de bergketen begrensd door het zuidelijke uiteinde van de Rocky Mountain Trench. Het noordelijke einde van de Swan Range ligt ten noordoosten van Kalispell. Het zuidelijke einde ligt even ten noordoosten van Missoula. De toppen zijn gemiddeld zo'n 2400 tot 2700 meter hoog. Holland Peak is met een hoogte van 2852 meter de hoogste bergtop van de Swan Range. Swan Peak vormt de tweede hoogste bergtop met een hoogte van 2831 meter.
In het oosten wordt de rivier begrensd door de South Fork Flathead River. Aan de overzijde ligt de Flathead Range. In het noorden en noordwesten wordt de Swan Range begrensd door de Flathead River. Verder naar het noorden ligt de Whitefish Range. In het westen vormt de gelijknamige Swan River de grens, met de Mission Range aan de overzijde van het brede dal.
De Swan Range ligt ten zuidwesten van Glacier National Park, even ten zuiden van de grens met Canada.